# Prunella fulvescens
El acentor pardo (Prunella fulvescens) es una especie de ave paseriforme de la familia Prunellidae. Está ampliamente distribuido en Asia, encontrándose en Asia Central, Afganistán, China, India, Mongolia, Nepal, Pakistán y Rusia.

## Subespecies
Se reconocen las siguientes subespecies:
- Prunella fulvescens fulvescens
- Prunella fulvescens dahurica
- Prunella fulvescens dresseri
- Prunella fulvescens nanschanica
- Prunella fulvescens khamensis
- Prunella fulvescens sushkini